# Господари пакла 6: У потрази за паклом
Господари пакла 6: У потрази за паклом (енгл. Hellraiser: Hellseeker) амерички је хорор филм из 2002. године, редитеља Рика Боте, са Дагом Бредлијем, Ешли Лоуренс, Дином Винтерсом и Вилијамом С. Тејлором у главним улогама. Инспирисан је ликовима Клајва Баркера, који је режирао први део серијала и површно учествовао у стварању овог дела, поготово трећег чина, иако није потписан. Представља наставак филма Господари пакла 5 (2000) и шесто остварење у серијалу Господари пакла.
Ешли Лоренс се по први пут након филма Господари пакла 2: Пут у пакао (1988) и камео улоге у трећем делу, вратила у улогу Кирсти Котон, финалне девојке из оригиналног филма. Поред ње, вратио се и Даг Бредли, који по шести пут тумачи главног Сенобајта, Пинхеда.
Филм је сниман у Ванкуверу, а објављен је 15. октобра 2002, у дистрибуцији продукцијских кућа Dimension Films и Miramax. Добио је претежно негативне оцене критичара, док је фанове серијала привукао повратак Ешли Лоуренс. Критичар Скот Винберг је у својој рецензији написао да је крај филма преузет директно из Џејкобове лествице кошмара (1990).
Нови наставак објављен је 2005. године, под насловом Господари пакла 7: Мртви.

## Радња
Тревор Гордон преживео је саобраћајну несрећу, у којој је пао с моста у реку и у којој је страдала његова супруга Кирсти Котон, која је зауставила Пинхеда и његове Сенобајте у оригиналном филму. Међутим, полиција проналази отворена врата са сувозачеве стране, на којој је седела Кирсти, и ни трага од њеног тела. Ствари нису онакве како изгледају и иза свега стоји Кирсти, која користи Пинхеда да се свети свом супругу који ју је годинама варао.

## Улоге
| Глумац            | Улога              |
| ----------------- | ------------------ |
| Ешли Лоуренс      | Кирсти Котон       |
| Даг Бредли        | Пинхед             |
| Дин Винтерс       | Тревор Гуден       |
| Вилијам С. Тејлор | детектив Мајк Ланг |
| Мајкл Роџерс      | детектив Гивенс    |
| Рејчел Хејвард    | др Алисон Дормер   |
| Тревор Вајт       | Брет               |
| Сара-Џејн Редмонд | Гвен Стивенс       |
| Џоди Томпсон      | Тауни              |
| Карен де Зилва    | Сејџ               |
| Дејл Вилсон       | главни хирург      |
| Кен Камроукс      | доктор Амброз      |
| Бренда Макдоналд  | медицинска сестра  |